# Barbacenia riparia
Barbacenia riparia là một loài thực vật có hoa trong họ Velloziaceae. Loài này được (N.L.Menezes & Mello-Silva) Mello-Silva miêu tả khoa học đầu tiên năm 1994.